# Chrysomopsis helenae
Chrysomopsis helenae là một loài ruồi trong họ Tachinidae.